# João I de Harcourt
João I de Harcourt (1198 - 5 de Novembro de 1288), foi um Cavaleiro medieval francês, visconde de Châtellerault e de Saint-Sauveur, foi também barão de Elbeuf. Teve os senhorios de Harcourt, de La Saussaye, de Brionne, de Lillebonne, de Néhou, de Angoville, de Teilleman, entre muitas terras em França.

## Relações familiares
Foi filho de Ricardo de Harcourt (1180 - 1240) e de Matilde Taisson (? - 1242), Senhora de La Roche-Tesson.
Casou em 1240 com Alice de Beaumont, filha de João de Beaumont, camareiro do rei Luís IX de França, (e provavelmente de Jeanne Clichy), de quem teve:
1. Filipe de Harcourt, mencionado num julgamento em 1283 a favor do rei Filipe III de França contra Carlos I da Sicília, rei de Sicília.
2. Ricardo de Harcourt (? - 1269), Senhor de Boissey-le-Châtel.
3. João II de Harcourt, barão de Harcourt, visconde Châtellerault e de Saint-Sauveur, Marechal de França, casou por duas vezes, a primeira com Inês da Lorena e a segunda com Joana de Châtellerault, viscondessa de Châtellerault e Senhora de Lillebonne.
4. Roberto de Harcourt (? - 1315), barão de Saint-Sauveur, conselheiro de Filipe III de França e de Filipe IV de França "O belo", co-fundador do Colégio de Harcourt, Embaixador em Roma em 1288, Bispo de Coutances em 1291.
5. Guilherme de Harcourt (? - 1327), barão de Elbeuf e de La Saussaye, conselheiro real, foi casado por três vezes, a primeira com Jeanne de Meullent, Senhora de Thorigny, a segunda com Isabel de Leão e a terceira com Branca de Avaugour.
6. Raul de Harcourt (? - 1307), canonizado em Paris em 1305, conselheiro de Filipe IV de França, capelão militar de Carlos de Valois, fundador de colégio de Harcourt, o actual liceu parisience Lycée Saint-Louis.
7. Guido de Harcourt, bispo e conde de Lisieux em 1303, foi fundador do colégio de Lisieux em 1336.
8. Alice de Harcourt, casou com João de Ferrières, barão de Ferrières.
9. Lúcia de Harcourt, casou com João de Hotot-en-Caux, Senhor de Hotot-en-Caux.
10. Isabel de Harcourt (? - 1340), casou com João de Saint-Martin-le-Gaillard (1290 -?), Senhor de Saint-Martin-le-Gaillard.
11. Branca de Harcourt, casou com Pedro de Bailleul.
12. Inês de Harcourt, abadessa de Longchamp de 1263 a 1279. Foi autora da obra Vie d'Isabelle de France.
13. Joana de Harcourt, abadessa Longchamp em 1312.